# (230415) Matthiasjung
(230415) Matthiasjung est un astéroïde de la ceinture principale.

## Description
(230415) Matthiasjung est un astéroïde de la ceinture principale. Il fut découvert le 20 juin 2002 à l'Observatoire Palomar par le programme NEAT. Il présente une orbite caractérisée par un demi-grand axe de 2,16 UA, une excentricité de 0,17 et une inclinaison de 5,8° par rapport à l'écliptique.

## Compléments